# Acasis ussurica
Acasis ussurica är en fjärilsart som beskrevs av Eugen Wehrli 1927. Acasis ussurica ingår i släktet Acasis och familjen mätare. Inga underarter finns listade i Catalogue of Life.